# Ferdo Ivanščak
Ferdo Ivanščak (Samobor, 1882. – 1926.) bio je prvi samoborski akademski kipar.

## Životopis
Ferdo Ivanščak rodio se 1882. godine u Samoboru od oca Ferde i majke Marije, rođene Marlot. Osnovnu školu polazio je u Samoboru, izučio je stolarski zanat i počeo raditi u očevoj radionici. Još za vrijeme školovanja zapažena je njegova sklonost modeliranju i rezbariji. Vjeruje se da je nadarenog Ferdu preporučio za uspis u novootvorenu Privremenu višu školu za umjetnost i obrt samoborski gradonačelnik Mirko Kleščić koji je pomno pratio Ferdin rad. Ivanščak je 1908. godine upisan poradi osobite marljivosti te s odličnim uspjehom položenog prijamnog ispita, pak vještine u drvorezbarstvu.
Gradsko zastupstvo Samobora 1909. godine dodijelilo je Ivanščaku stipendiju za studij na umjetničkoj školi. Cijeli se Samobor veseli uspjehu mladog umjetnika, piše u novinama o njegovom radu i konačno, što je vrlo važno, naručuje od njega portrete. Narudžbe dolaze od imućnijih građana: Kleščić, Reiser, Kovačiček, Razum, Dvoržak, Eduard Presečki, Jelinek, Oršić, Trnski, Franceković, Gabrić. Grad naručuje spomenik Julijani Cantilly i bistu Ferde Livadića.

## Vanjske poveznice
- Samoborski glasnik
- Turistička zajednica Grada Samobora  Arhivirana inačica izvorne stranice od 24. svibnja 2012. (Wayback Machine)